# Meganeura
Meganeura monyi foi uma espécie de insetos pré-históricos que existiu no período Carbonífero (cerca de 300 milhões de anos atrás) que se assemelhava com as atuais libélulas. Com uma envergadura de mais de 75 cm (2,5 pés) de largura, foi o maior inseto voador que já viveu na Terra. (Meganeuropsis permiana, do período Permiano é outro candidato). Era um predador que, possivelmente, se alimentava de outros insetos e até mesmo pequenos anfíbios e répteis.

## Descoberta e espécies
Os fósseis de M. monyi foram descobertos nas minas de Carvão Stephanian Commentry na França em 1880. Em 1885, o paleontólogo  francês Charles Brongniart descreveu e nomeou o fóssil. Outro exemplar fóssil foi encontrado em multa Bolsover, Derbyshire, em 1979. O holótipo está alojado no Muséum National d'Histoire Naturelle, Paris.
M. americana foi descoberto em Oklahoma, em 1940, e é representado pela maior asa de inseto completo já encontrado, que é conservado no Museu de História Natural de Harvard.

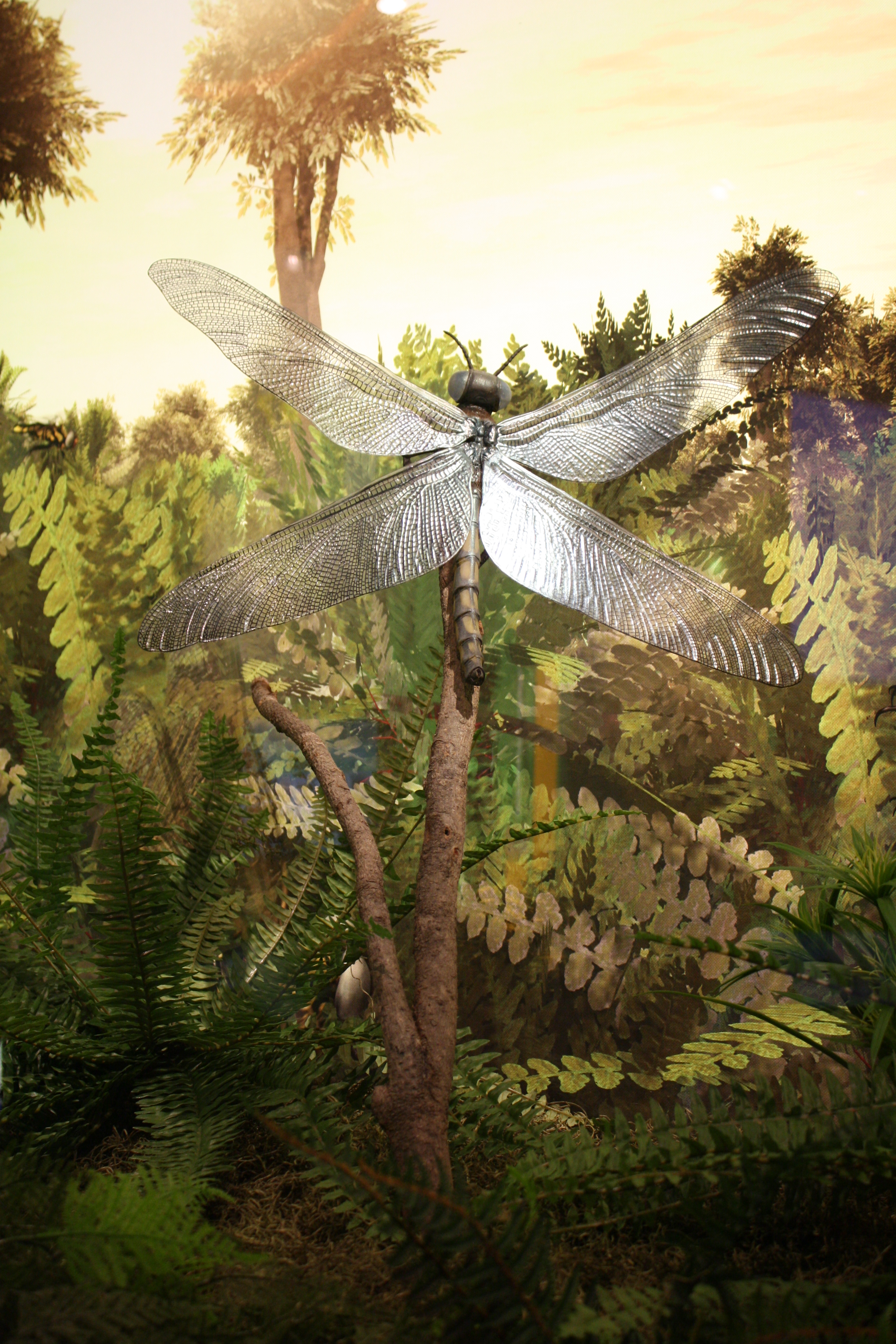
Reconstituição de Meganeura monyi

## Restauração
A controvérsia tem prevalecido sobre a forma como insetos do período Carbonífero foram capazes de crescer tanto. A forma como o oxigênio é difundido pelo corpo dos insetos, através do seu sistema de respiração traqueal, coloca um limite superior no tamanho do corpo, que os insetos pré-históricos parecem ter ultrapassado - e muito. Foi originalmente proposto (Harle & Harle, 1911) que a Meganeura só foi capaz de voar porque o ar atmosférico naquela época continha mais oxigênio do que os 20% atuais, e a atmosfera era mais densa. Esta teoria foi inicialmente indeferida por colegas cientistas, mas tem encontrado aprovação mais recentemente, através de um estudo mais aprofundado sobre a relação entre o gigantismo e a disponibilidade de oxigênio. Se essa teoria está correta, estes gigantes dos insetos teriam sidos perigosamente suscetíveis à queda dos níveis de oxigênio e certamente poderiam não sobreviver no nosso ambiente moderno.

## Significado
A palavra " Meganeura " significa "grande nervura", referindo-se à rede de veios nas asas.